# فاطمه حسینی (موای‌تای)
فاطمه حسینی کهکی معروف به فاطمه حسینی  (زاده ۲۹ بهمن ۱۳۸۰ در تهران) موای‌تای کار اهل ایران است. وی علاوه بر چندین قهرمانی در کشور در سال ۲۰۱۷ به اردوی تیم ملی دعوت شد. از افتخارات وی می‌توان به کسب مدال طلا در مسابقات قهرمانی جهان ۲۰۲۲ اشاره کرد.

## افتخارات

### بین‌المللی
- کسب مدال طلا جام باشگاه‌های امارات ۲۰۲۴[۱۷]
- کسب مدال نقره مسابقات کاپ آزاد موای تای امارات ۲۰۲۳[۱۸]
- کسب مدال طلا موای تای در مسابقات قهرمانی بزرگسالان جهان در سازمان جهانی ایفما ابوظبی امارات در سال ۲۰۲۲[۱۹][۲۰][۲۱]
- کسب مدال نقره موای تای در مسابقات قهرمانی امیدهای جهان در سازمان جهانی ایفما تایلند در سال ۲۰۲۱[۲۲]
- کسب دو مدال برنز در مسابقات جهانی ترکیه ۲۰۱۹ و ۲۰۲۰[۲۳]
- کسب مدال برنز در مسابقات قهرمانی آسیا امارات ۲۰۱۹[۲۴][۲۵]

### ملی
- قهرمان مسابقات موای تای کشور
- کسب دو مدال طلا مسابقات کشوری در ووشو و ساندا[۲۶][۲۷]
- قهرمان دوره مسابقات کشوری سبکی ووشو (ساندا)
- قهرمان دوره متوالی استان و منطقه در دو رشته موای تای و ووشو (ساندا)

## سوابق ورزشی
- دارنده اولین مدال طلا بانوان در تاریخ موای تای ایران در رده سنی امید در مسابقات جهانی ابوظبی امارات ۲۰۲۲[۹][۲۸]
- اولین بانوی ایرانی راه‌یافته به بالاترین سطح بازی‌های حرفه‌ای جهان K1 و موفق به کسب کمربند قهرمانی سازمان KOK
- دارنده مدرک مربی‌گری خان ۱۰ موای تای و دان دو ووشو
- دوره دیده در کمپ حرفه‌ای چین

## تورنمنت‌ها
- مسابقات جام باشگاه‌های امارات ۲۰۲۴[۱۷]
- مسابقات کاپ آزاد امارات ۲۰۲۳[۱۸]
- مسابقات قهرمانی بزرگسالان جهان امارات ۲۰۲۲[۲۹][۳۰][۳۱]
- مسابقات قهرمانی امیدهای جهان تایلند ۲۰۲۱[۳۲]
- مسابقات قهرمانی جهان ترکیه ۲۰۱۹ و ۲۰۲۰[۲۳]
- مسابقات قهرمانی آسیا امارات ۲۰۱۹[۳۳]
- مسابقات قهرمانی کشور[۷][۲۷]
- دعوت به دو دوره اردوی تیم ملی ووشو کشور
- حضور در اردوی تیم ملی موای تای کشور[۳۴][۳۵][۳۶]